# Ha-Zore’im
Ha-Zore’im (hebr. הזורעים) – moszaw położony w Samorządzie Regionu Ha-Galil ha-Tachton, w Dystrykcie Północnym, w Izraelu.

## Położenie
Leży na wschód od Jeziora Tyberiadzkiego w Dolnej Galilei.

## Historia
Moszaw został założony w 1939 przez żydowskich emigrantów z Niemiec i Holandii.

## Gospodarka
Gospodarka moszawu opiera się na intensywnym rolnictwie.